# استیسی شر
استیسی شر (انگلیسی: Stacey Sher؛ زادهٔ ۳۰ نوامبر ۱۹۶۲) تهیه‌کننده اهل ایالات متحده آمریکا است. از فیلم‌هایی که وی در آن‌ها نقش داشته است می‌توان به متیلدا اشاره نمود.